# Guillermo Hernangómez
Guillermo Gonzalo Hernangómez Geuer, detto Willy (Madrid, 27 maggio 1994), è un cestista spagnolo di ruolo centro, professionista nel Barcellona e nella Spagna di cui è capitano.

## Biografia
Willy è figlio di Guillermo Hernangómez Heredero e Margarita Geuer, entrambi cestisti. Ha un fratello minore, Juancho, anch'egli attivo in Europa con la maglia del Panathinaikos.

## Caratteristiche tecniche
Lui ed il fratello Juancho sono stati paragonati ai fratelli Gasol, Pau e Marc. La stella dei New York Knicks (all'epoca compagno di squadra di Willy) Carmelo Anthony paragonò Willy Hernangómez a Marc Gasol.

## Carriera professionistica

### Spagna (2012-2016)
Willy Hernangómez venne considerato a lungo come uno dei migliori talenti giovanili del Real Madrid e di tutta la Spagna. Dopo aver giocato le prime stagioni nelle squadre giovanili del club madrileno, si trasferì in prestito per due anni al Siviglia, per poi tornare a giocare nel Real.

### NBA (2016-)

#### Il Draft NBA 2015
Hernangómez si dichiarò disponibile al Draft NBA 2015, dove fu selezionato al secondo giro con la scelta nº 35 dai 76ers, ma fu subito girato ai New York Knicks. Nonostante la scelta, Hernangómez tornò in Spagna a giocare nel Real Madrid.

#### New York Knicks (2016-2018)
L'8 luglio 2016 Hernangómez lasciò il Real Madrid per fare il suo ingresso nella NBA firmando un contratto con i New York Knicks, squadra che deteneva i suoi diritti, ritrovando il suo ex-compagno di squadra a Siviglia Kristaps Porziņģis.
Fece il proprio esordio in NBA nella gara inaugurale della stagione 2016-2017 contro i Cleveland Cavaliers mettendo a segno 4 punti in 9 minuti giocati. Entrò subito nelle rotazioni dei Knicks: seppur all'inizio partì dietro a Joakim Noah e Kyle O'Quinn (gli altri due centri dei Knicks), Hernangómez gioca comunque qualche minuto per la fiducia concessagli dal coach Jeff Hornacek. Tuttavia in Novembre O'Quinn venne schierato più da ala grande e questo fece sì che Hernangómez trovasse più spazio in campo.
Mise a referto 15 punti e 5 rimbalzi in uscita dalla panchina nella gara interna del 23 dicembre 2016 contro gli Orlando Magic (vinta 106-95). Migliorò il proprio career-high points in NBA mettendo a segno 17 punti (anche in questo caso partendo dalla panchina) nella vittoria esterna al TD Garden di Boston per 117-106 contro i locali Celtics. Segnò 14 punti nella gara vinta 109-103 in trasferta contro gli Indiana Pacers. Partì per la prima volta nel quintetto base il 1º febbraio 2017 in occasione della partita persa 117-101 in trasferta contro gli Washington Wizards in cui lui segnò 15 punti, e raccolse 14 rimbalzi andando così in doppia-doppia. Nella gara successiva vinta per 95-90 contro i Brooklyn Nets, Hernangómez andò nuovamente in doppia-doppia mettendo a referto 16 punti e 16 rimbalzi. Il 13 febbraio fu determinante nella partita contro i San Antonio Spurs che i Knicks vinsero a sorpresa col punteggio di 94-90 con 12 punti e 9 rimbalzi dello spagnolo che si rivelò importante anche nel quarto-quarto della gara.
Le sue ottime prestazioni non passarono inosservate tanto che durante l'All-Star Weekend venne chiamato a rappresentare il Team World durante l'NBA Rising Challenge per rimpiazzare l'infortunato Emmanuel Mudiay; durante la gara Hernangómez mise a referto 2 punti, 1 assist e 6 rimbalzi, in uscita dalla panchina. In febbraio partì fisso nel quintetto base a causa dell'infortunio accorso al titolare di Joakim Noah. Il 26 marzo realizzò il proprio career-high points in NBA mettendo a segno 24 punti e 13 rimbalzi (andando così in doppia-doppia) nella sconfitta esterna per 106-98 contro i San Antonio Spurs. L'8 aprile realizzò un'altra doppia-doppia con punti e rimbalzi nella gara persa in trasferta per 101-88 contro i Memphis Grizzlies. Né realizzò un'altra ancora il giorno successivo nella sconfitta interna per 110-97 contro i Toronto Raptors con 24 punti e 11 rimbalzi. Le sue ottime prestazioni, gli valsero successivamente il premio di rookie del mese della Eastern Conference in aprile, oltre che l'accesso all'NBA All-Rookie Team.

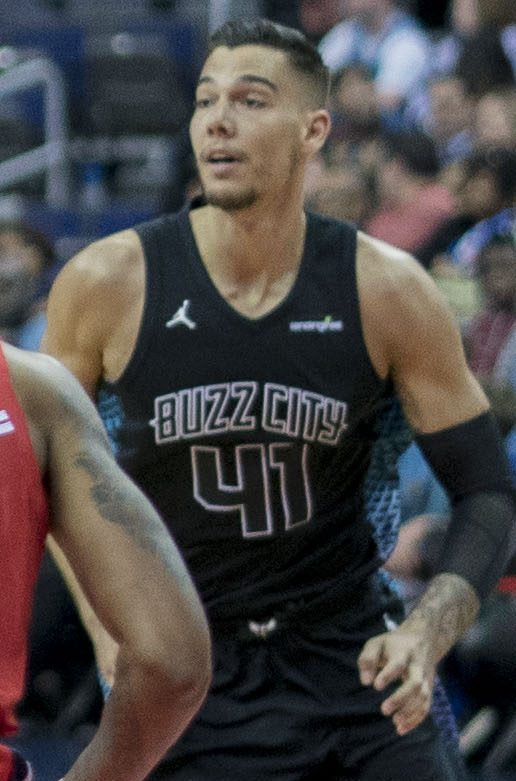
Hernangómez con la canotta degli Charlotte Hornets

#### Charlotte Hornets (2018-)
Il 7 febbraio 2018 venne scambiato dai New York Knicks agli Charlotte Hornets in cambio di Johnny O'Bryant e due seconde future scelte. Con gli Hornets disputò 22 partite (solo 1 da titolare), svolgendo il ruolo di riserva di Dwight Howard.

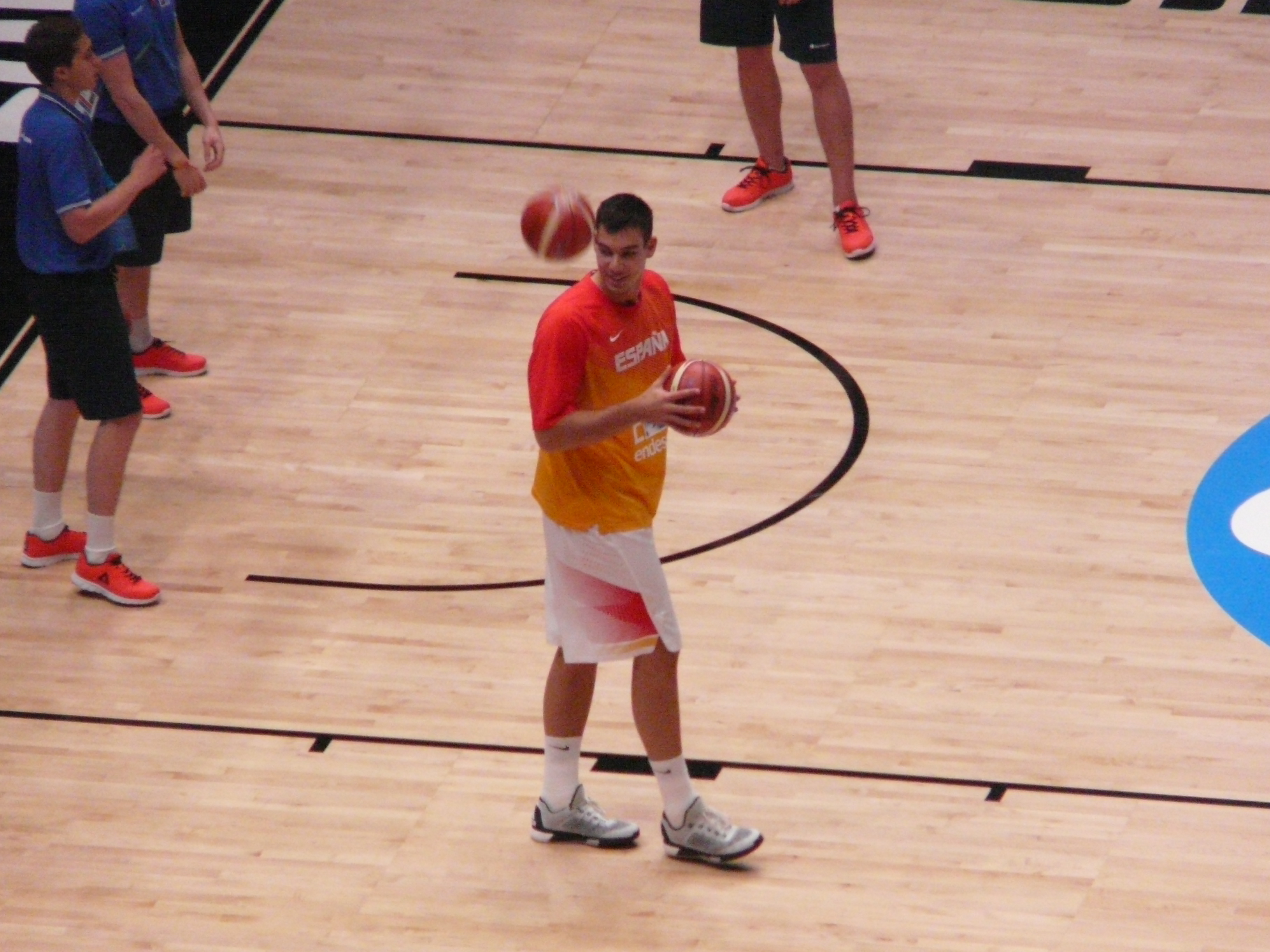
Hernangómez (centro) durante un allenamento con la Nazionale spagnola a EuroBasket 2015

### Nazionale
Willy fa parte della Nazionale spagnola dal 2015 in quanto sostituì l'infortunato Marc Gasol nel roster che andò a EuroBasket 2015. Partecipò anche alle Olimpiadi del 2016 (dove ottenne la medaglia di bronzo dopo aver vinto la finale terzo-quarto posto contro l'Australia) e agli Europei 2017.

## Statistiche

### NBA

#### Regular season
| Anno      | Squadra           | PG  | PT | MP   | TC%  | 3P%  | TL%  | RP  | AP  | PRP | SP  | PP  |
| --------- | ----------------- | --- | -- | ---- | ---- | ---- | ---- | --- | --- | --- | --- | --- |
| 2016-2017 | N.Y. Knicks       | 72  | 22 | 18,4 | 53,0 | 26,7 | 72,8 | 7,0 | 1,3 | 0,6 | 0,5 | 8,2 |
| 2017-2018 | N.Y. Knicks       | 26  | 0  | 9,0  | 60,5 | 20,0 | 42,9 | 2,6 | 0,8 | 0,3 | 0,3 | 4,3 |
| 2017-2018 | Charlotte Hornets | 22  | 1  | 11,9 | 50,6 | 57,1 | 75,8 | 5,2 | 0,5 | 0,5 | 0,4 | 6,1 |
| 2018-2019 | Charlotte Hornets | 58  | 3  | 14,0 | 51,9 | 38,5 | 69,4 | 5,6 | 1,1 | 0,4 | 0,4 | 7,3 |
| 2019-2020 | Charlotte Hornets | 31  | 0  | 12,1 | 53,2 | 22,7 | 62,7 | 4,3 | 0,9 | 0,3 | 0,2 | 6,1 |
| 2020-2021 | N.O. Pelicans     | 47  | 12 | 18,0 | 56,3 | 10,0 | 66,7 | 7,1 | 1,1 | 0,5 | 0,5 | 7,8 |
| 2021-2022 | N.O. Pelicans     | 50  | 8  | 16,8 | 52,0 | 33,3 | 77,3 | 6,8 | 1,3 | 0,4 | 0,4 | 9,1 |
| 2022-2023 | N.O. Pelicans     | 38  | 2  | 12,1 | 52,7 | 27,3 | 77,9 | 4,7 | 0,9 | 0,4 | 0,3 | 6,9 |
| Carriera  | Carriera          | 344 | 48 | 15,0 | 53,3 | 30,6 | 71,3 | 5,8 | 1,1 | 0,4 | 0,4 | 7,3 |

#### Play-off
| Anno | Squadra       | PG | PT | MP  | TC%  | 3P% | TL% | RP  | AP  | PRP | SP  | PP  |
| ---- | ------------- | -- | -- | --- | ---- | --- | --- | --- | --- | --- | --- | --- |
| 2022 | N.O. Pelicans | 1  | 0  | 2,0 | 25,0 | 0,0 | -   | 2,0 | 0,0 | 0,0 | 0,0 | 2,0 |

#### Massimi in carriera
- Massimo di punti: 29 vs Philadelphia 76ers (25 gennaio 2022)[23]
- Massimo di rimbalzi: 17 vs Portland Trail Blazers (17 febbraio 2021)
- Massimo di assist: 5 (6 volte)
- Massimo di palle rubate: 3 (7 volte)
- Massimo di stoppate: 3 (4 volte)
- Massimo di minuti giocati: 36 vs San Antonio Spurs (25 marzo 2017)

### Eurolega
| Anno      | Squadra     | PG | PT | MP   | TC%  | 3P%  | TL%  | RP  | AP  | PRP | SP  | PP   |
| --------- | ----------- | -- | -- | ---- | ---- | ---- | ---- | --- | --- | --- | --- | ---- |
| 2012-2013 | Real Madrid | 3  | 0  | 4,8  | 28,6 | -    | -    | 1,0 | 0,0 | 0,0 | 0,0 | 1,3  |
| 2015-2016 | Real Madrid | 14 | 0  | 11,2 | 64,3 | -    | 54,5 | 3,4 | 0,3 | 0,2 | 0,6 | 4,3  |
| 2023-2024 | Barcellona  | 38 | 2  | 16,2 | 56,7 | 36,4 | 70,9 | 4,8 | 0,4 | 0,4 | 0,4 | 11,0 |
| Carriera  | Carriera    | 55 | 2  | 14,3 | 57,1 | 36,4 | 69,7 | 4,3 | 0,3 | 0,4 | 0,5 | 8,8  |

## Palmarès

### Squadra
- Campionato spagnolo: 2

Real Madrid: 2012-13, 2015-16
- Supercoppa spagnola: 1

Real Madrid: 2012
- Copa del Rey: 1

Real Madrid: 2016
- Coppa Intercontinentale: 1

Real Madrid: 2015
- Liga catalana: 2

Barcellona: 2023, 2024

### Nazionale
- Mondiali: 1

 Cina 2019
- Europei:  1

 Georgia/Germania/Italia/Rep. Ceca 2022

### Individuale

#### Squadra
- NBA All-Rookie First Team (2017)

#### Nazionale
- FIBA EuroBasket MVP: 2022